# Siegfried Böhm
Pour les articles homonymes, voir Böhm.
Siegfried Böhm, né le 20 août 1928 à Plauen et mort le 4 mai 1980 à Berlin est un homme politique est-allemand. Il est ministre des Finances de 1966 à 1980.
Il est également député à la Volkskammer entre 1967 et 1980.

## Décorations
- 1964, 1970 et 1974 : Ordre du mérite patriotique (RDA)

## Sources et références
- (de) Cet article est partiellement ou en totalité issu de l’article de Wikipédia en allemand intitulé « Siegfried Böhm » (voir la liste des auteurs).